# 康寧餐具
康寧餐具（英語：Corelle Brands），是一家位于美国罗斯蒙特的厨具制造商和经销商。
该公司最开始的名字为“康宁消费品公司”（Corning Consumer Products Company），康寧公司的其中一个部门。在2000至2018年間曾被譽為「世界廚房」（World Kitchen）。